# Ahmad Shah af Pahang
Ahmad Shah ibni Abu Bakar (født 24. oktober 1930 i Istana Mangga Tunggal, Pekan, død 22. maj 2019) var den femte Sultan af Pahang. Fra 1979 til 1984 var han også den syvende konge (Yang di-Pertuan Agong) af Malaysia.